# La Harengère
La Harengère – miejscowość i gmina we Francji, w regionie Normandia, w departamencie Eure.
Według danych na rok 1990 gminę zamieszkiwało 421 osób, a gęstość zaludnienia wynosiła 117 osób/km² (wśród 1421 gmin Górnej Normandii La Harengère plasuje się na 514 miejscu pod względem liczby ludności, natomiast pod względem powierzchni na miejscu 801).